# Азері — Чираг — Гюнешлі
40°01′04″ пн. ш. 51°15′58″ сх. д. / 40.017777777778° пн. ш. 51.266111111111° сх. д.
Азері — Чираг — Гюнешлі (ACG, азерб. Azəri-Çıraq-Günəşli) або Азері  — Чираг — Глибоководний Гюнешлі — комплекс нафтових родовищ у Каспійському морі, приблизно за 120 км від узбережжя Азербайджану. 
Складається з нафтогазових родовищ Азері та Чираг, а також глибоководної частини нафтогазового родовища Гюнешлі. 
Загальна оцінка площі проекту становить 432,4 км². 

Розроблюється Азербайджанською міжнародною операційною компанією, консорціумом міжнародних нафтових компаній, і управляється ВР від імені консорціуму. 
Родовища ACG оцінюють запаси приблизно 5-6 млрд барелів (790-950 млн м³) нафти. 
Пік видобутку нафти в 885 000 барелів на день (140 700 м³/день) був досягнутий у 2010 році. 
Однак до першого кварталу 2024 року видобуток впав до 339 000 барелів на день (53 900 м³/день), або приблизно третину піку через вичерпання нафти. 

Станом на 2021 рік нафта ACG становила 95% усього азербайджанського експорту нафти. 

Сира нафта з ACG експортується нафтогонами Баку — Тбілісі — Джейхан до Середземного моря, Баку — Супса до Супси в Грузії та Баку — Новоросійськ до Новоросійська в Росії. 
Науковці важають, що під нафтовими родовищами ACG також можуть бути нерозвідані запаси природного газу. 

Станом на 2009 рік загальні інвестиції оцінювалися в 20 мільярдів доларів США. 

Згідно зі звітами 2008 року, нафта з родовищ ACG становила приблизно 80% загального видобутку нафти в Азербайджані (експорт і внутрішнє споживання) 

і, мала надати Азербайджану потенційно 80 мільярдів доларів прибутку. 

## Історія
Експлуатація родовищ Азері — Чираг — Гюнешлі розпочато на початку 1990-х років. 
У січні 1991 року уряд Азербайджану оголосив окремі міжнародні тендери на право розвідки родовищ Азері, Чираг та Гюнешлі. 
У червні 1991 року був створений консорціум Amoco, Unocal Corporation, British Petroleum, Statoil, McDermott International і Ramco для розробки родовища Азері. 
Азербайджан в консорціумі представляла SOCAR. 
Переговори були розширені, щоб охопити всі три поля. 
Після того, як в 1993 році Гейдар Алієв став президентом Азербайджану, переговори з іноземними компаніями були припинені, а «Лукойл» був запрошений до консорціуму. 
Переговори відновилися в 1994 році. 

Угода про розподіл продукції (УРП) була підписана сторонами 20 вересня 1994 року на розробку родовищ на 30 років. 

День підписання угоди про УРП відзначається в Азербайджані як День нафтовиків. 

На першому етапі консорціум розпочав експлуатаційне буріння родовища Чираг у серпні 1997 року. 
Перша нафта була видобута в листопаді 1997 року. 

Цей етап розробки також відомий як Early Oil Project (EOP) . 
Спочатку видобута нафта експортувалася нафтогоном Баку — Новоросійськ. 
Контракт про транспортування нафти через територію Росії до чорноморського порту Новоросійськ було підписано 18 лютого 1996 року. 
Транспортування нафти газогоном розпочато 25 жовтня 1997 року. 

Для диверсифікації експортних маршрутів погоджено будівництво нафтогону Баку — Супса в 1996 році. 

Нафтогін введено в експлуатацію в 1998 році та офіційно відкрито в 1999 році. 

На родовищі Чираг проект закачування води здійснено в 1999 році, а технологію буріння оновлено у 2000 році. 

Другий етап полягав у розробці родовища Азері. 
Розробка родовища Азері розпочато у 2002 році. 
Буріння завершено в березні 2004 року. 
Для розміщення додаткової нафти Сангачальський термінал був модернізований у березні 2003. 
Після відкриття газогону платформа Центральний Азері введена в експлуатацію в липні 2004 року, а видобуток — в лютому 2005 року. 
Верхні частини платформи стиснення та нагнітання води Центральний Азері введено в експлуатацію в липні 2005 року. Закачування першого газу відбулось у травні 2006 року 

Бурові модулі Західний Азері прибули до Баку в серпні 2004 року, а платформа введена в експлуатацію в травні 2005 року. 
Верхня частина платформи була встановлена у вересні 2005 року, а видобуток — в січні 2006 року. 

Бурові модулі Східний Азері та прибули до Баку в червні 2005 року, а платформа введена в експлуатацію в березні 2006 року. 
Верхня частина була встановлена в березні 2006 року, а видобуток — в жовтні 2006 року. 

Програма попереднього буріння Глибоководний Гюнешлі розпочато в грудні 2005 року. 
Бурові модулі прибули до Баку в червні 2006 року. 

Платформа почала працювати в квітні 2008 року. 

14 вересня 2017 року уряд Азербайджану та Державна нафтова компанія Азербайджанської Республіки (SOCAR) спільно з BP, Chevron, INPEX, Statoil, ExxonMobil, TP, ITOCHU та ONGC Videsh підписали угоду про продовження УРП для ACG до 2049 року. 

19 квітня 2019 року президент SOCAR Ровнаг Абдуллаєв і регіональний президент BP в Азербайджані, Грузії та Туреччині Гаррі Джонс підписали контракт вартістю 6 мільярдів доларів. 
На церемонії підписання було прийнято остаточне інвестиційне рішення щодо платформи Азері-Центрально-Східний (ACE), яку планується побудувати на ACG. 
Початок будівництва запланований на 2019 рік, а завершення заплановане на середину 2022 року. 

У першому кварталі 2024 року видобуток склав 339 000 барелів на день (53 900 м³/день), що становить приблизно одну третину від пікового значення. 

## Право власності
Консорціум засновників, створений для розробки проекту ACG, спочатку містив BP, «Amoco», «Unocal», «Statoil», «McDermott», «Turkish Petroleum» і «Ramco Energy». 

«Лукойл» продав свою частку в проекті в 2003 році Inpex за $1,354 млрд. 

23 листопада 2009 року «Devon Energy» оголосила про продаж своєї частки в ACG. 
 
29 березня 2013 року «Hess» продала свою частку Oil and Natural Gas Corporation за 1 мільярд доларів. 

У квітні 2020 року «Chevron» продала всю свою частку в ACG, включно з часткою в Західному експортному маршруті та нафтогоні Баку — Тбілісі — Джейхан, компанії MOL Hungarian Oil and Gas PLC. 

У 2018 році і знову в травні 2020 року ExxonMobil безуспішно виставила на продаж свою частку в ACG. 

У 2023 році норвезька компанія «Equinor» продала всі свої активи в Азербайджані, включно з частками в розробці ACG та нафтогоні Баку — Тбілісі — Джейхан. 
 
«Equinor» повідомила про збиток від угоди в діапазоні від 300 до 400 мільйонів доларів США, зафіксований у 2024 році. 

З первісних 7,27% частки «Equinor» в ACG 6,655% повернуто SOCAR, державній нафтовій компанії Республіки. Азербайджану та 0,615% ONGCVidesh .
Станом на перший квартал 2024 року іншими акціонерами-учасниками розробки ACG були BP з часткою 30,37%, SOCAR (31,66%), MOL (9,57%), INPEX (9,31%), ExxonMobil (6,79%), TPAO (5,73%), Itochu (3,65%) і ONGCVidesh (2,93%). 
BP також очолює консорціум AIOC. 

Згідно з угодою 2017 року про продовження розподілу продукції до 2049 року, частка SOCAR, азербайджанської державної енергетичної компанії, зросла до 25%, а частка інших акціонерів була зменшена. 

## Видобуток

Прогнозований профіль видобутку комплексу Азері — Чираг — Гюнешлі з окресленими вкладами окремих полів згідно з інформацією Управління енергетичної інформації США та BP.

Із завершенням етапу 3 і роботою 7 робочих платформ загальний видобуток на ACG становив понад 1 мільйон барелів (160 000 м³) на день у 2009 році 

У перші три квартали 2009 року понад 224 мільйони барелів (35,6 × 10 6 м³) нафти, в дії були платформи Чираг,  Центральний Азері, Західний Азері, Східний Азері і Глибоководна Гюнешлі. 
Згідно зі звітом BP, Чираг має 19 чинних свердловин (13 з яких видобувні нафти і 6 — водонагнітальними) із загальним видобутком 105 300 барелів/добу (16 740 м³/добу). Центральний Азері (CA) мав 18 свердловин (13 з яких є нафтовидобувними і 5 — газовими) з видобутком 185 800 барелів/добу (29 540 м³/добу). Західний Азері (WA) має 18 свердловин (14 з яких є нафтовидобувними і 4 — водонагнітальними з видобутком 275 200 барелів/добу (43 750 м³/добу). Східний Азері (EA) мав 13 свердловин (9 з які є видобувними нафти і 4 — водонагнітальними) із загальним видобутком 139 400 барелів/добу (22 160 м³/добу) за перші три квартали 2009 року. Глибоководна Гюнешлі (DWG) мало 17 свердловин (9 нафтових видобувних і 8 водонагнітальних) з видобутком 116 400 барелів/добу (18 510 м³/добу) нафти 

Очікується, що темпи виснаження нафти в кожному з пластів ACG відрізнятимуться з часом, а сукупний видобуток із комплексу суттєво знизиться після 2018 року. 

Азербайджан також отримує приблизно 10–11 млн м³ газоконденсату на добу, який видобувається з блоку ACG. 
Газ надається ВР безкоштовно. 
У першому кварталі 2009 року з цих родовищ Азербайджан отримав понад 1 млрд м³ газу. 
Поточний видобуток становить близько 27 млн м³ попутного газу на добу. 
Частина газу направляється в національну газотранспортну систему Азербайджану. 
Частина використовується як джерело палива на платформах.
Обсадний газ з платформ у центральній, західній та східній частинах Азерінського родовища подається на Сангачальський термінал 28-дюймовим підводним газогоном до розподільної системи ЗАТ «Азеригаз» для використання на місцевому ринку. 
Частина обсадного газу, видобутого на родовищі Чираг, 16-дюймовим підводним газогоном транспортується на компресорну станцію SOCAR (Державна нафтова компанія Азербайджану) до Нефт-Дашлари. 
Решта газу з родовищ Азері — Чираг — Гюнешлі закачується внутрішньопромисловим підводним газогоном для повторного закачування в пласт для підтримки пластового тиску. 

Станом на вересень 2009 року з початку видобутку в ACG було видобуто 164,2 млн. тонн нафти і 37 млрд. м³ попутного газу, а також закачано в пласти 80,3 млн. м³ і 13 млрд. м³ газу. 

Загальний об'єм видобутку комплексу ACG станом на перший квартал 2024 року становив 339 тис. барелів на добу (53 900 м³/добу), істотно знизившись від пікового видобутку у 2010 році — 835 000 барелів на добу (132 800 м³/добу). 

## Маршрути транспортування
Нафта з комплексу ACG перекачуєтьсяь на Сангачальський термінал на південь від Баку, а звідти направляється на зовнішні ринки по нафтогонами Баку — Супса, Баку — Новоросійськ і Баку — Тбілісі — Джейхан. 